# Nasireddin (cràter)
|  | No s'ha de confondre amb Nasreddin (cràter). |

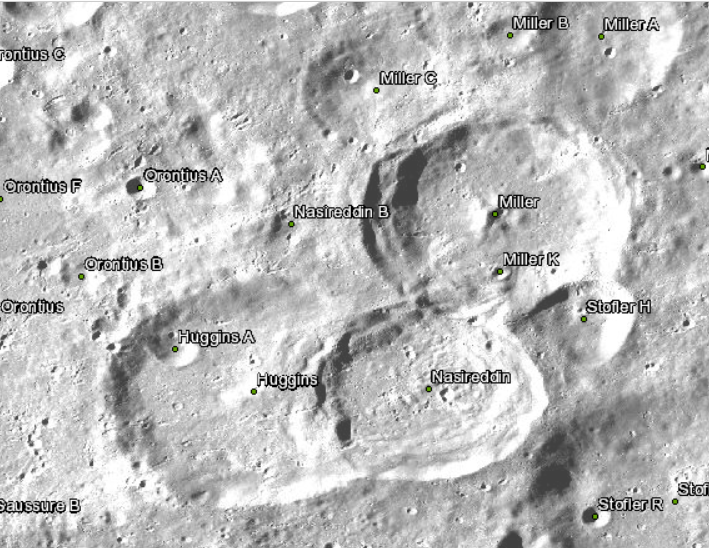
Nasireddin (centre a baix), superposat a Huggins (a baix esquerra) i vorejant a Miller (a dalt dreta). (Imatge LRO).

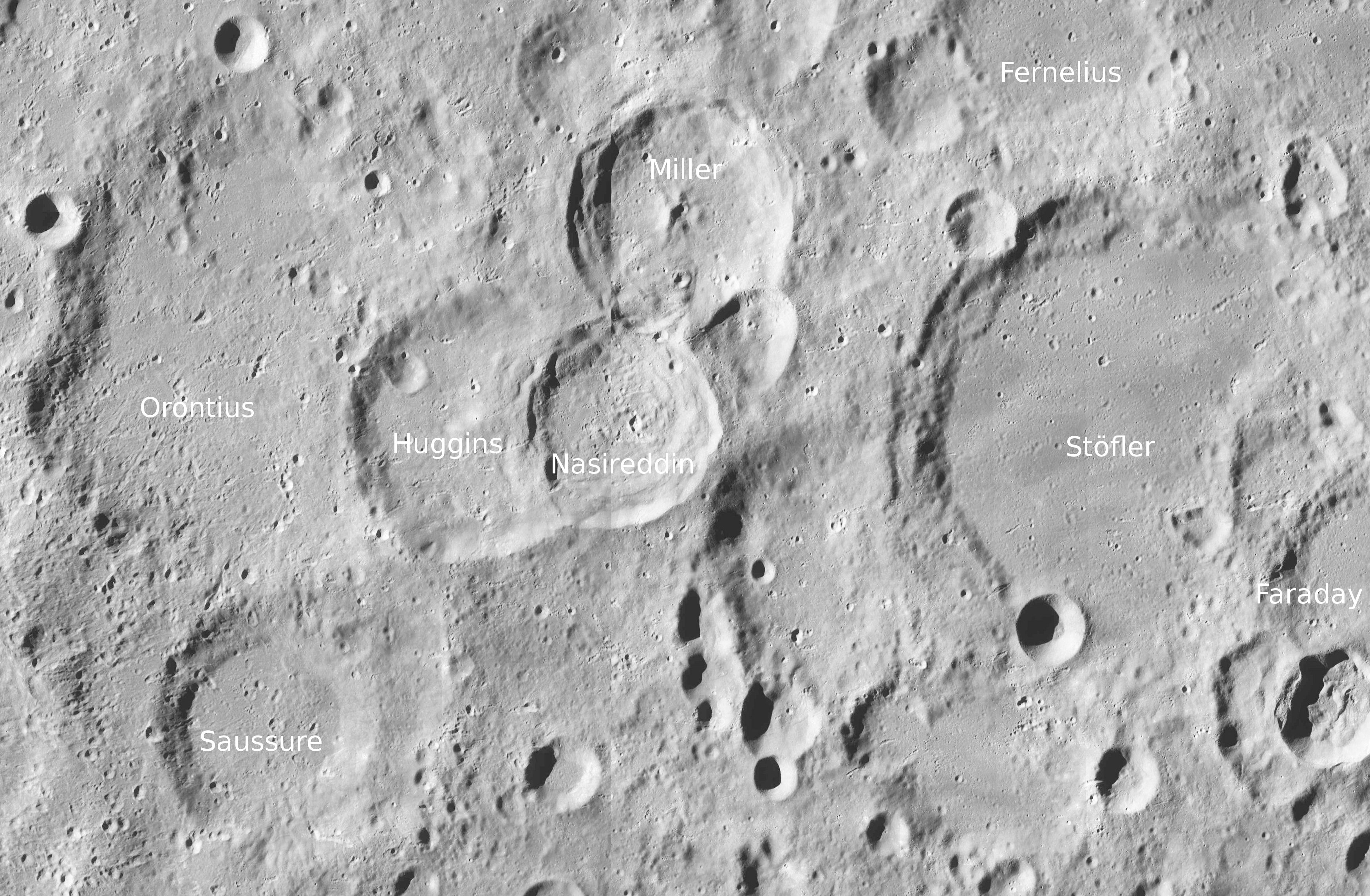
Fotografia de la missió Lunar Reconnaissance Orbiter

Nasireddin és un cràter d'impacte que es troba en el terreny accidentat de la part sud de la cara visible de la Lluna. Aquest cràter se superposa a dues formacions més antigues, penetrant en el cràter Miller cap al nord i en Huggins cap a l'oest. A l'est de Nasireddin es localitza la plana emmurallada del cràter molt més gran Stöfler.

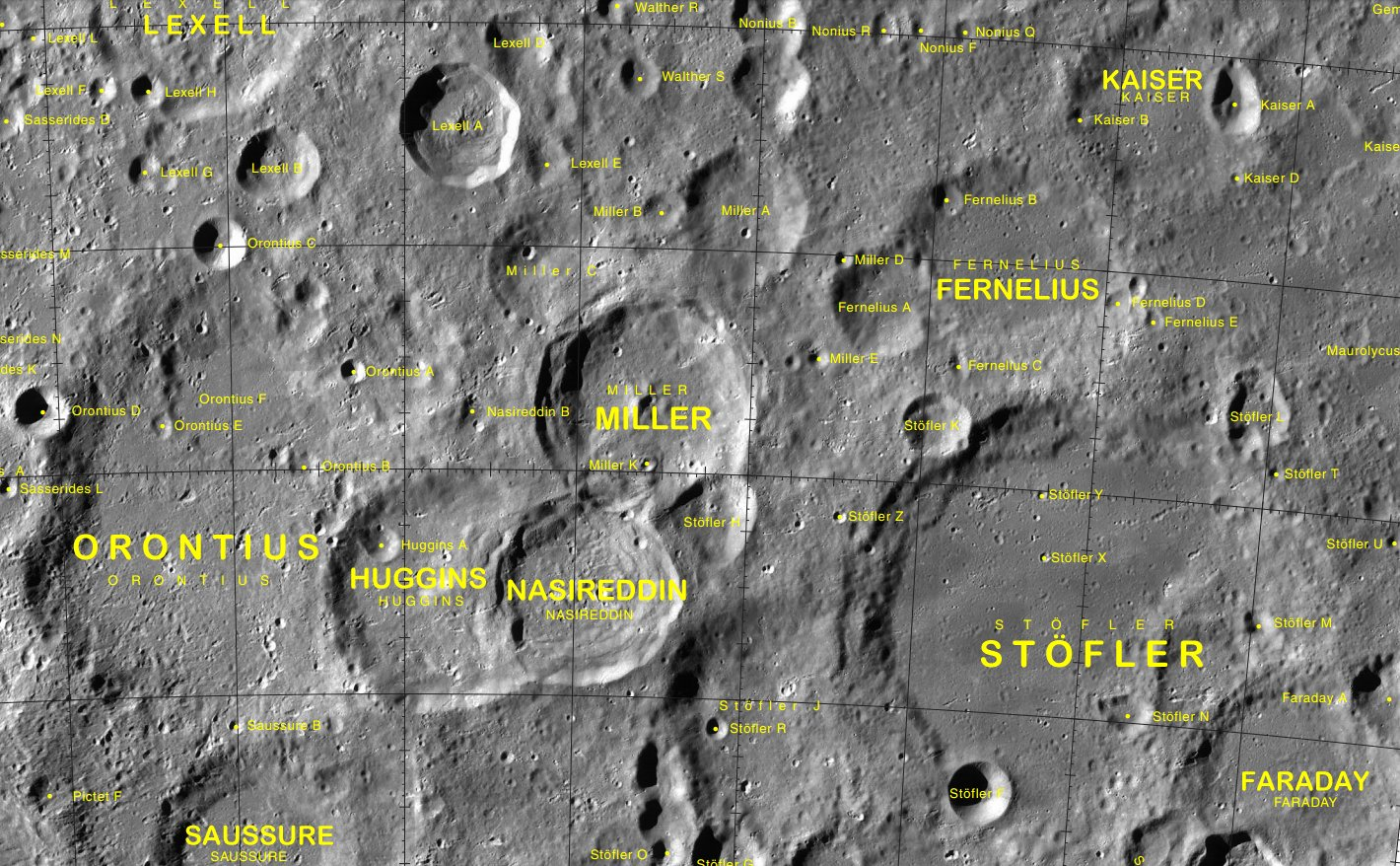
Localització de Nasireddin (centre de la imatge)

Aquest cràter és una formació més recent que els dos cràters als quals se superposa, particularment al desgastat Huggins a l'oest. Aquest cràter conserva molts detalls, incloent una paret interna terraplenada i una vora afilada al sud i a l'est, on la paret interna s'ha desplomada. El sòl interior és relativament pla, però rugós. Presenta alguns pics centrals baixos prop del punt central de l'interior, i alguns craterets minúsculs que marquen la superfície.
Nasireddin va rebre aquest nom en memòria de Nassir-ad-Din at-Tussí, un notable escriptor medieval persa, considerat com el més gran dels últims erudits perses. Va ser un científic d'amplis interessos, destacant com a arquitecte, astrònom, biòleg, químic, matemàtic, filòsof, metge, físic i teòleg.

## Cràters satèl·lit
Per convenció aquests elements són identificats en els mapes lunars posant la lletra en el costat del punt central del cràter que està més proper a Nasireddin.
|            | \| Nasireddin \| Coordenades \| Diàmetre \| \| ---------- \| ---------------------------------- \| -------- \| \| B \| 39° 24′ S, 1° 06′ O / 39.4°S,1.1°O \| 9 km \| |          |
| Nasireddin | Coordenades | Diàmetre |
| B          | 39° 24′ S, 1° 06′ O / 39.4°S,1.1°O | 9 km     |